# Деревенское (Тверская область)
Деревенское — деревня в Кесовогорском районе Тверской области. Входит в состав Елисеевского сельского поселения.

## География
Находится в юго-восточной части Тверской области на расстоянии приблизительно 10 км на юго-восток по прямой от районного центра поселка Кесова Гора.

## История
Деревня показана еще на карте Менде (состояние местности на 1848 год). В 1859 году здесь (деревня Кашинского уезда) было учтено 11 дворов.

## Население
Численность населения: 123 человека (1859 год), 9 (русские 100 %) в 2002 году, 1 в 2010.